# Aeglopsis mangenotii
Aeglopsis mangenotii là một loài thực vật có hoa trong họ Cửu lý hương. Loài này được A.Chev. mô tả khoa học đầu tiên năm 1949.